# Фин (Междузвездни войни)
Фин е герой от поредицата „Междузвездни войни“, който появява в седмия филм. Той е член на Съпротивлението и бивш щурмовак на Първия ред. Той има приключения преди срещата с Рей.
Фин не като другите щурмоваци – той никога не е убивал невинни. В първата си битка той вижда смъртта и решава да избяга. Фин среща Рей и се влюбва в нея. Когато по-късно той, тя, Хан Соло и Чубака срещат възможност да се укрият, той решава да се укрие, но когато разбира че Рей е хваната се връща и става член на Съпротивлението. Джон Бойега играе героя. На 11 декември 2014 г. е неговото име върху карти за игра.